# ورخ-اویمون
ورخ-اویمون (به لاتین: Verkh-Uymon) یک منطقهٔ مسکونی در روسیه است که در جمهوری آلتای واقع شده‌است.